# کراونیک
کراونیک (به بلغاری: Kravenik) یک منطقهٔ مسکونی در بلغارستان است که در سولیوو واقع شده‌است.